# A Pókember legújabb kalandjai
A Pókember legújabb kalandjai (eredeti cím: The Spectacular Spider-Man) amerikai televíziós 2D-s számítógépes animációs sorozat, ami a Marvel univerzum szuperhőséről szól. A stílusa elsősorban Stan Lee és Steve Ditko által kitalált eredeti történetre alapoz. A sorozat a Kids' WB csatornán indult majd a 2. évad már a Disney XD csatornán futott.  Az Egyesült Államokban 2009. november 18-án befejezték a sugárzást miközben a sorozat pozitív kritikát kapott. Terveztek 3. évadot is, de a sorozatot törölték még mielőtt a gyártás elkezdődhetett volna.

## Ismertető
Peter Parker a diák, aki nem az átlagos tinik táborához tartozik, ő a Pókember. Megvédi városát az olyan bűnözőktől, mint pl. Homokember, Zöld Manó és még sok más elvetemültet.

## Karakterek
- Peter Parker / Pókember: Megharapja egy genetikailag módosított pók, majd jelmezt öltve felvette bűnözés elleni harcot. Megtanulta, hogy "A nagy hatalom nagy felelősség jár".
- Gwen Stacy: George Stacy lánya és az Peter egyik legjobb barátja.
- Harry Osborn: Peter barátja és Norman Osborn fia aki állandóan  apja árnyékában él.
- J. Jonah Jameson: A Hírharsona egoista kiadója és szerkesztője, Pókember állandó lejáratója.
- Mary Jane Watson: May néni barátnőjének Anna Watsonnak az unokahúga. Peter és Gwen barátja.
- Flash Thompson: Flash a sztár focista a Midtown gimiben. Amíg bálványozza Pókembert, addig gyakran terrorizálja Peter Parkert és azt hiszi róla, hogy egy okos tojás. Ennek ellenére fiatalabb korukban eredetileg barátok voltak.
- Liz Allan: A Midtown gimi pompomlánya. Flash Thompson barátnője aki kezdetben neheztel Peter-re. A sorozat előrehaladtával érzései láthatóvá válnak és egy sokkal nyitottabb és elfogadó oldalát mutatja meg.
- George Stacy: A város rendőrkapitánya. Nyitott gondolkodású, hisz Pókemberben (és látszólag tudja hogy Peter az).
- Norman Osborn: Harry apja, és az OsCorp alapítója. Könyörtelen üzletember, aki úgy véli képtelen a kudarcra.

## Szereplők
| Szereplő                                       | Eredeti hang                                      | Magyar hang |
| Főszereplők                                    | Főszereplők                                       | Főszereplők |
| ---------------------------------------------- | ------------------------------------------------- | --- |
| Peter Parker / Pókember                        | Josh Keaton                                       | Magyar Bálint |
| Gwen Stacy                                     | Lacey Chabert                                     | Bogdányi Titanilla |
| Harry Osborn                                   | James Arnold Taylor                               | Simonyi Balázs |
| Eddie Brock / Venom                            | Benjamin Diskin                                   | Csík Csaba Krisztián |
| J. Jonah Jameson                               | Daran Norris                                      | Berzsenyi Zoltán Presits Tamás (1x11. rész)                                                                                    |
| Mary Jane Watson                               | Vanessa Marshall                                  | Peller Anna |
| Flash Thompson                                 | Joshua LeBar                                      | Bodrogi Attila |
| Liz Allan                                      | Alanna Ubach                                      | Molnár Ilona |
| May Parker                                     | Deborah Strang                                    | Udvarias Anna |
| George Stacy kapitány                          | Clancy Brown                                      | Bácskai János |
| Norman Osborn / Zöld Manó                      | Alan Rachins / Steven Blum                        | Laklóth Aladár / Karácsonyi Zoltán                                                                                             |
| Szuper bűnözők                                 |                                                   | |
| L. Thompson Lincoln / Sírkő / Nagy ember       | Keith David (1x01. rész) Kevin Michael Richardson | Barbinek Péter |
| Kalapácsfej                                    | John DiMaggio                                     | Faragó András |
| Montana / Rengető                              | Jeff Bennett                                      | Maday Gábor (Montana) Presits Tamás (Montana, 1x11. rész) Bartók László (Rengető, 1. évad) Schneider Zoltán (Rengető, 2. évad) |
| Fancy Dan / Ricochet                           | Phil LaMarr                                       | Renácz Zoltán (1. évad) Tokaji Csaba (2. évad)                                                                                 |
| Ox                                             | Clancy Brown (1. évad) Danny Trejo (2. évad)      | Varga Tamás (1. évad) Várnai Szilárd (2. évad)                                                                                 |
| Adrian Toomes / Keselyű                        | Robert Englund                                    | Kapácsy Miklós |
| Maxwell "Max" Dillon / Electro                 | Crispin Freeman                                   | Király Adrián |
| Flint Marko / Homokember                       | John DiMaggio                                     | Barabás Kiss Zoltán (1-5. rész) Haagen Imre (5-18. rész)                                                                       |
| Alex O'Hirn / Rhino                            | Clancy Brown                                      | Sótonyi Gábor (1. évad) Láng Balázs (2. évad)                                                                                  |
| Dr. Otto Octavius / Doctor Octopus / Főtervező | Peter MacNicol                                    | Vida Péter |
| Felicia Hardy / Feketemacska                   | Tricia Helfer                                     | Solecki Janka |
| Dmitri Smerdyakov / Kaméleon                   | Steven Blum                                       | Papucsek Vilmos |
| Quentin Beck / Mysterio                        | Xander Berkeley                                   | Beratin Gábor (1. évad) Megyeri János (2. évad)                                                                                |
| Phineas Mason / Pléhsuszter                    | Thom Adcox                                        | Szokolay Ottó |
| Sergei Kravinoff / Kraven, a vadász            | Eric Vesbit                                       | Varga Rókus / Bognár Zsolt |
| Sable Manfredi / Silver Sable                  | Nikki Cox                                         | Haumann Petra |
| Silvio Manfredi / Ezüstsörény                  | Miguel Ferrer                                     | Rosta Sándor |
| Mark Allen / Olvadt Sztár                      | Eric Lopez                                        | Sörös Miklós (2x05. rész) Minárovits Péter (2x09-12. rész)                                                                     |
| Mellékszereplők                                |                                                   | |
| Dr. Curt Connors / Gyíkember                   | Dee Bradley Baker                                 | Gyurity István |
| Dr. Martha Connors                             | Kath Soucie                                       | Náray Erika |
| Billy Connors                                  | Max Burkholder                                    | Czető Ádám |
| Rand Robertson                                 | Phil LaMarr                                       | Makranczi Zalán |
| Kenny Kong                                     | Andrew Kishino                                    | Stern Dániel (3-15. rész) Renácz Zoltán (16-25. rész)                                                                          |
| Hobie Brown                                    | Charles Duckworth                                 | Baráth István |
| Glory Grant                                    | Cree Summer                                       | Ullmann Mónika |
| Sally Avril                                    | Grey DeLisle                                      | Mánya Zsófia (1. évad) Kálmánfi Anita (2. évad)                                                                                |
| Sha Shan Nguyen                                | Kelly Hu                                          | Tamási Nikolett |
| Seymour O'Reilly                               | Steven Blum                                       | Baráth István |
| Davis igazgató                                 | Kevin Michael Richardson                          | Gubányi György István Áron László (2x07. rész)                                                                                 |
| St. John Devereaux                             | Jeff Bennett                                      | Kajtár Róbert |
| Aaron Warren                                   | Brian George                                      | Fellegi Lénárd (1. évad) Renácz Zoltán (2. évad)                                                                               |
| Dr. Miles Warren                               | Brian George                                      | Forgács Gábor |
| Debra Whitman                                  | Nem beszél                                        | Nem beszél |
| Dr. Nicholas Bromwell                          | Dorian Harewood                                   | Varga Tamás (1x02. rész) Gubányi György István                                                                                 |
| Dr. Ashley Kafka                               | Elisa Gabrielli                                   | Szávai Viktória |
| Ben Parker                                     | Ed Asner                                          | Várday Zoltán |
| Anna Watson                                    | Kath Soucie                                       | Réti Szilvia |
| Betty Brant                                    | Grey DeLisle                                      | Ruttkay Laura |
| Robbie Robertson                               | Phil LaMarr                                       | Vass Gábor (1x04-09. rész) Sörös Miklós (1x11. rész) Gubányi György István (2x07. rész)                                        |
| Ned Lee                                        | Andrew Kishino                                    | Kisfalusi Lehel |
| Frederick Foswell / Patch                      | James Arnold Taylor                               | Imre István |
| John Jameson / Jupiter Ezredes                 | Daran Norris                                      | Janovics Sándor |
| Joan Jameson                                   | Jane Lynch                                        | Réti Szilvia |
| Waters polgármester                            | Betty Jean Ward                                   | Menszátor Magdolna |
| Calypso Ezili                                  | Angela Bryant                                     | Zborovszky Andrea |
| Donald Menken                                  | Greg Weisman                                      | Seder Gábor |
| Roderick Kingsley                              | Courtney B. Vance                                 | Juhász Zoltán |
| Blackie Gaxton                                 | Steven Blum                                       | Varga Tamás |
| Walter Hardy                                   | James Remar                                       | Áron László |
| Morris Bench                                   | Bill Fagerbakke                                   | Presits Tamás |
| Jean DeWolff járőr                             | Irene Bedard                                      | Kelemen Kata (1. évad) Sánta Annamária (1x11. rész) Rátonyi Hajni (2. évad)                                                    |
| Stan Carter őrmester                           | Thomas F. Wilson                                  | Gubányi György István (1. évad) Sörös Miklós (2. évad)                                                                         |
| Stephanie Briggs ügynök                        | Grey DeLisle                                      | Sági Tímea |
| Stan                                           | Stan Lee                                          | |

## Magyar változat
A szinkront az RTL Klub megbízásából a Mikroszinkron készítette.
- Magyar szöveg: Szabó János Lajos
- Hangmérnök: Bán Péter
- Vágó: Kozma Judit
- Gyártásvezető: Rácz Gabriella
- Szinkronrendező: Nikodém Gerda
- Felolvasó: Tóth G. Zoltán

## Epizódok
| Évad | Évad | Epizódok | Eredeti sugárzás | Eredeti sugárzás   | Eredeti adó | Magyar sugárzás     | Magyar sugárzás     | Magyar adó |
| Évad | Évad | Epizódok | Évadpremier      | Évadfinálé         | Eredeti adó | Évadpremier         | Évadfinálé          | Magyar adó |
| ---- | ---- | -------- | ---------------- | ------------------ | ----------- | ------------------- | ------------------- | ---------- |
|      | 1    | 13       | 2008. március 8. | 2008. június 14.   | The CW      | 2011. augusztus 10. | 2011. augusztus 22. | Viasat 6   |
|      | 2    | 13       | 2009. június 22. | 2009. november 18. | Disney XD   | 2011. augusztus 23. | 2011. szeptember 1. | Viasat 6   |